# Youghtanund
Youghtanund, pleme Algonquian Indijanaca konfederacije Powhatan, nastanjeni u vrijeme dolaska kapetana Johna Smitha na području rijeke Pamunkey u današnjoj Virginiji. Pleme je tada imalo 60-70 ratnika na području današnjeg okruga King William ili New Kent. 